# Veelvormige basterdwederikroest
De veelvormige basterdwederikroest (Puccinia pulverulenta) is een autoecische roest die behoort tot de familie Pucciniaceae. De schimmel is een biotrofe parasiet en infecteert basterdwederik.

## Kenmerken
Aecia
Bij infectie ontstaan op de onderzijde van de geïnfecteerde bladeren (bij ernstige aantasting ook aan de bovenzijde) aecia, vaak in grote aantallen, met daartussen gele spermogonia. Het komvormige peridium is wit en heeft omgebogen randen. De oranje, bolvormige tot cilindrisch-ellipsoïde aeciosporen zijn 16-26 µm lang en 13-22 µm groot. Ze hebben een dunne, iets papillaire wand. 
Uredinia
De kastanjebruine uredinia aan de onderzijde van de bladeren zitten verspreid of soms in groepjes samenvloeiend en hebben een poederachtig uiterlijk. De kastanjebruine, bolvormige tot eivormige urediniosporen zijn 23,5-29,5 × 16-25 µm groot. Ze hebben zeer dikke wanden met twee kiemporen en 1,5-2 µm lange stekels, die aan de basis ongeveer 1 µm in diameter zijn. 
Telia
De telia aan de onderzijde van bladeren zitten in groepjes. De epidermis laat snel los, waardoor donkerbruine teliosporen zichtbaar worden. De gladde of iets papillaire, zeer dikwandige (totale wanddikte 2,5 µm en 3,5-4 µm aan de top) teliosporen zijn 27-32 × 16-19 µm groot en aan beide zijden afgerond. De bovenste cel met apicale en meestal ook laterale kiemporiën van 4-5 µm in diameter. De onderste cel heeft 1 (-2) laterale kiemporiën van 4-5 µm in diameter. Ze hebben korte, kleurloze, 5-6 µm dikke stelen, die afbreken.

## Verspreiding
De basterdwederik komt voor in Europa, Noord-Amerika en Nieuw-Zeeland. In Nederland is de schimmel vrij zeldzaam.

## Foto's

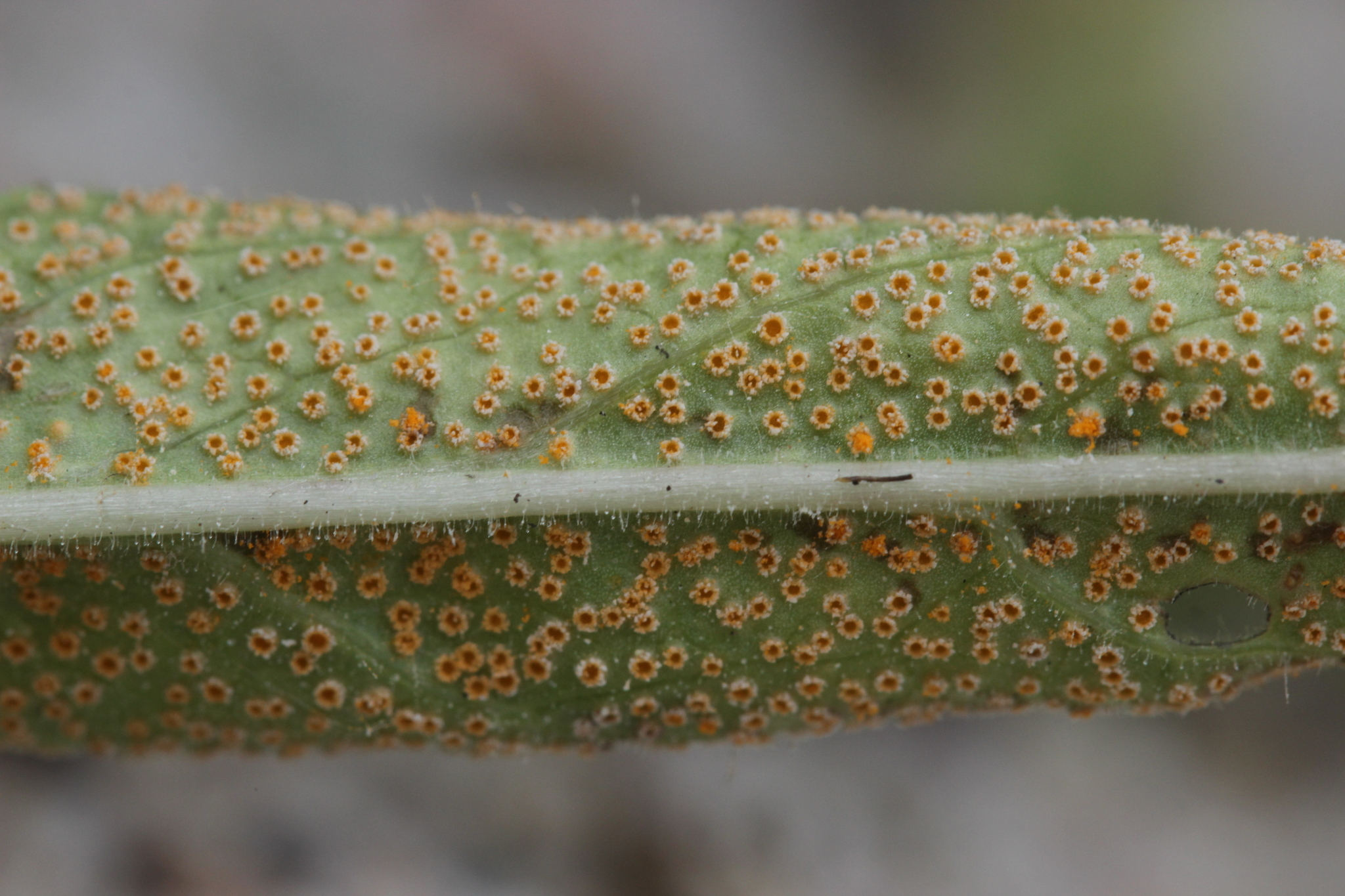
Aecia op bergbasterdwederik
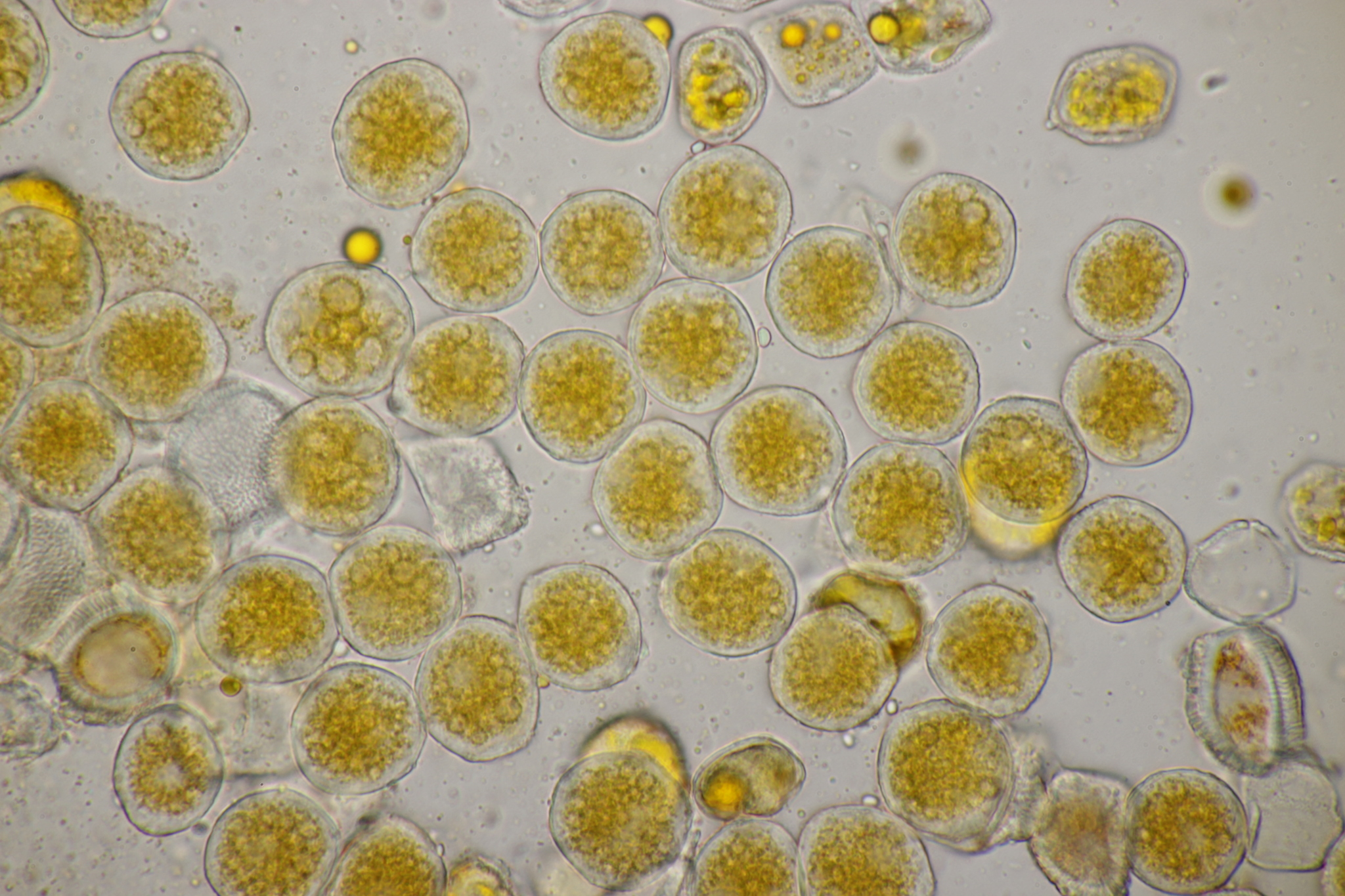
Aeciosporen op harig wilgenroosje
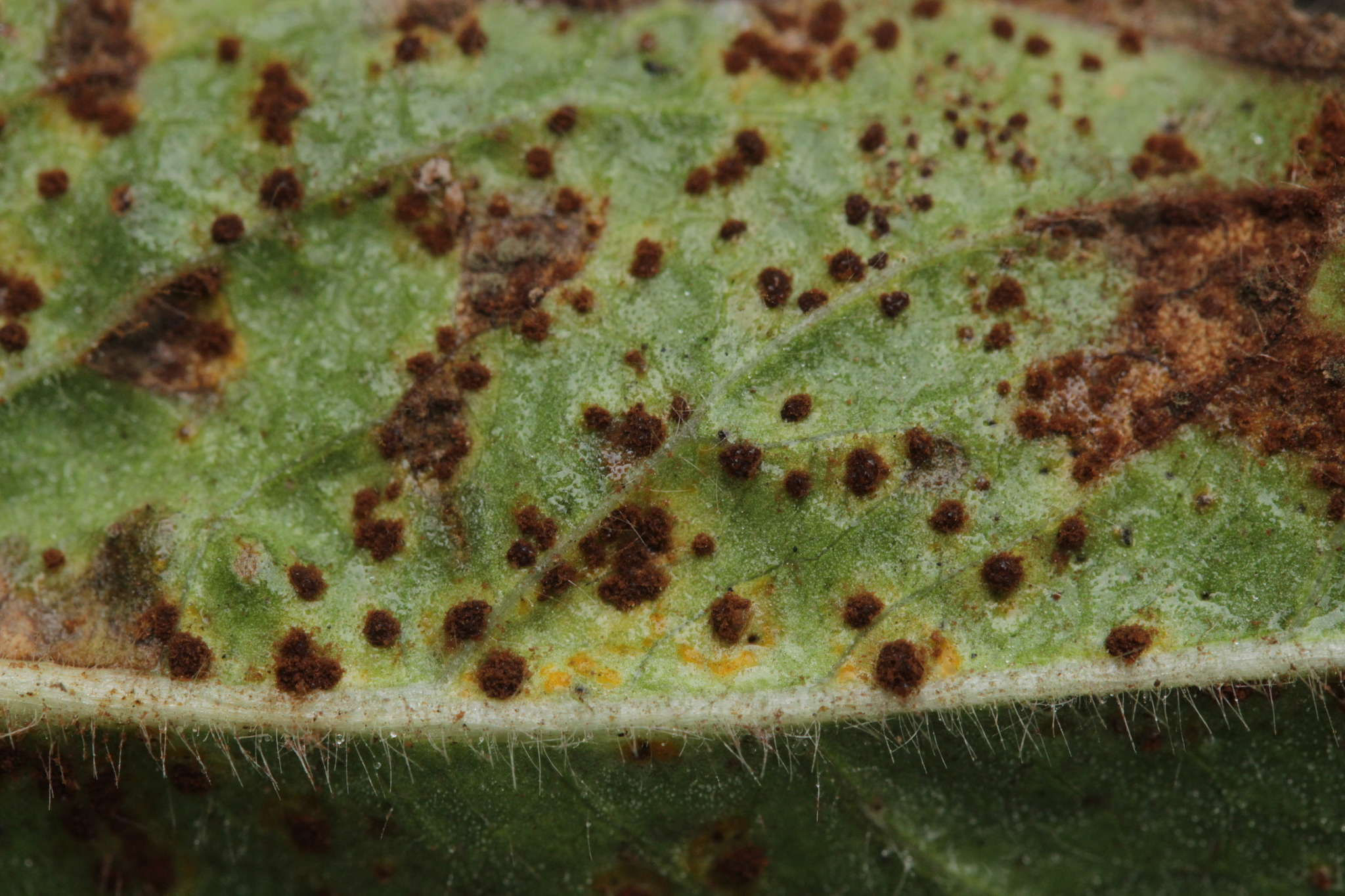
Uredinia op harig wilgenroosje
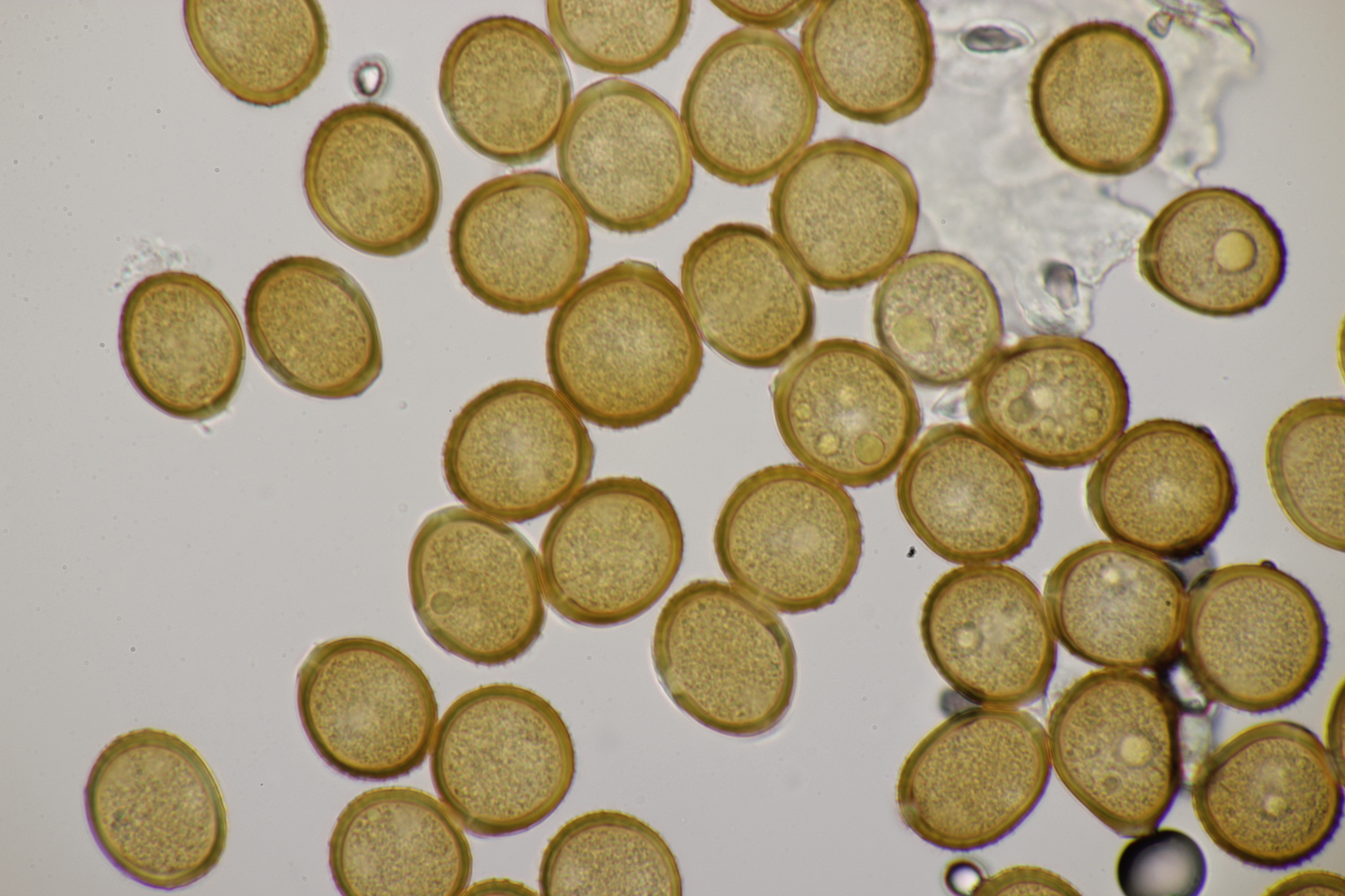
Urediniosporen op harig wilgenroosje
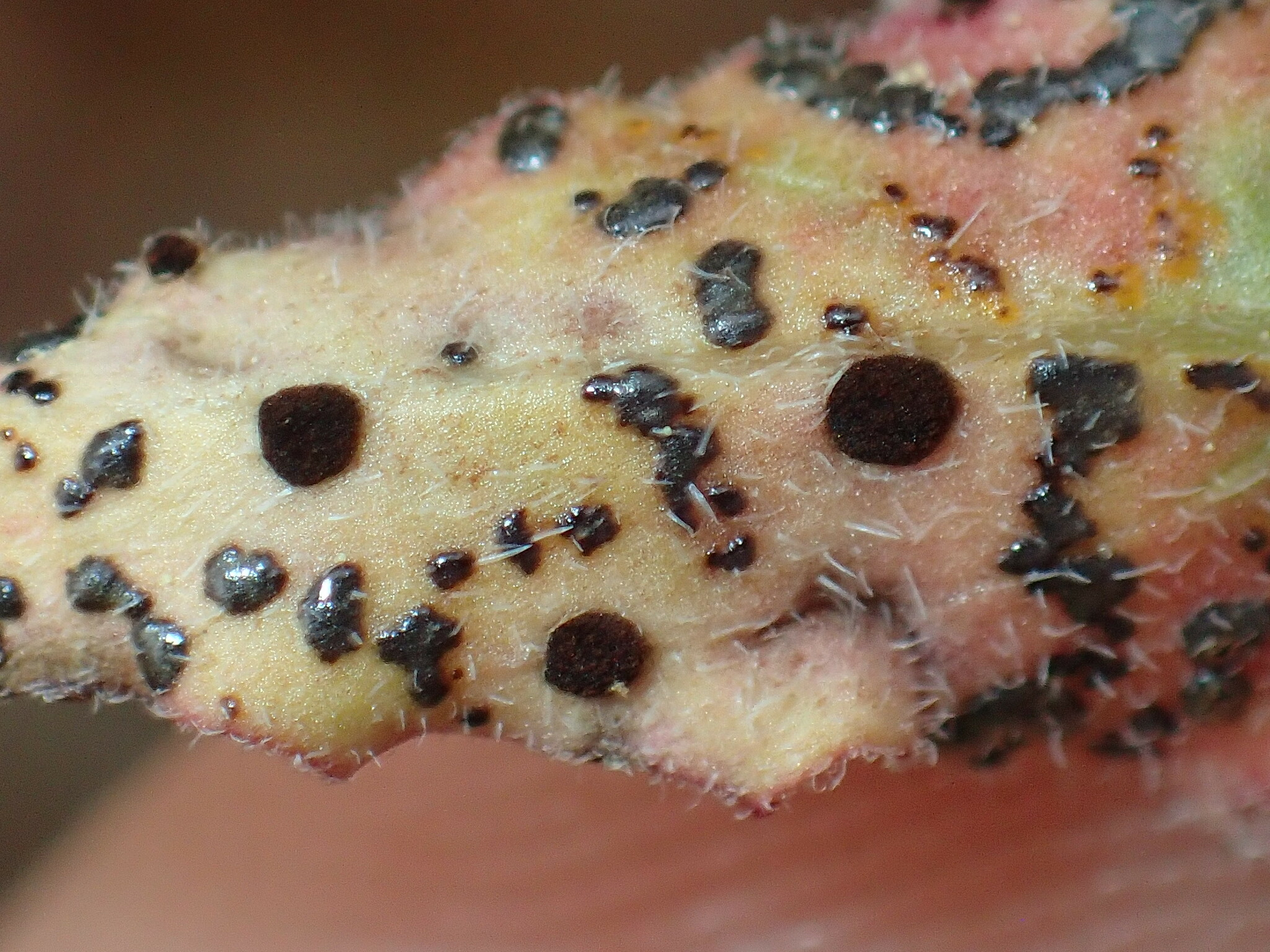
Telia op harig wilgenroosje
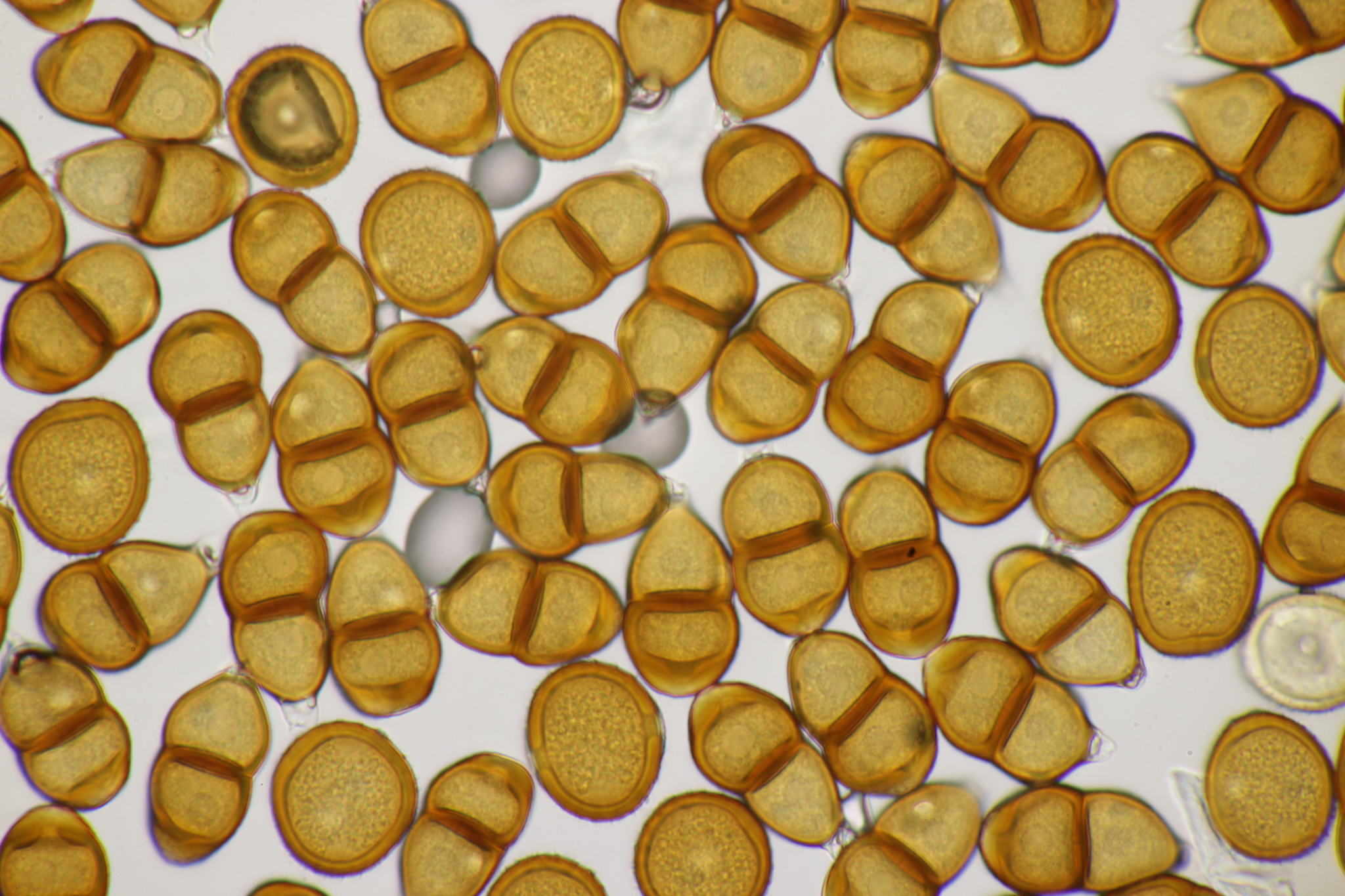
Teliosporen met enkele urediniosporen op bergbasterdwederik
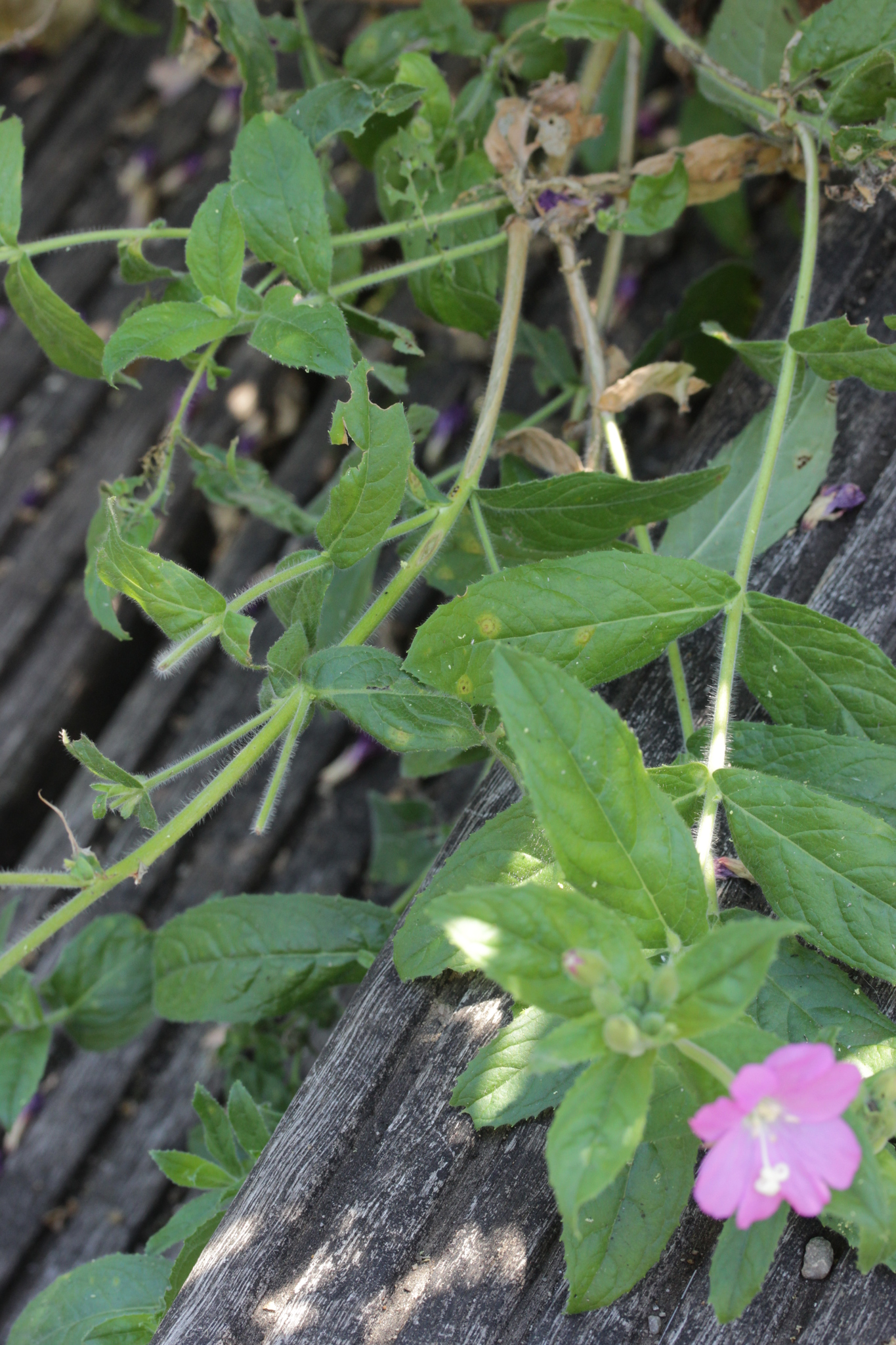
Bovenkant blad met telia van harig wilgenroosje
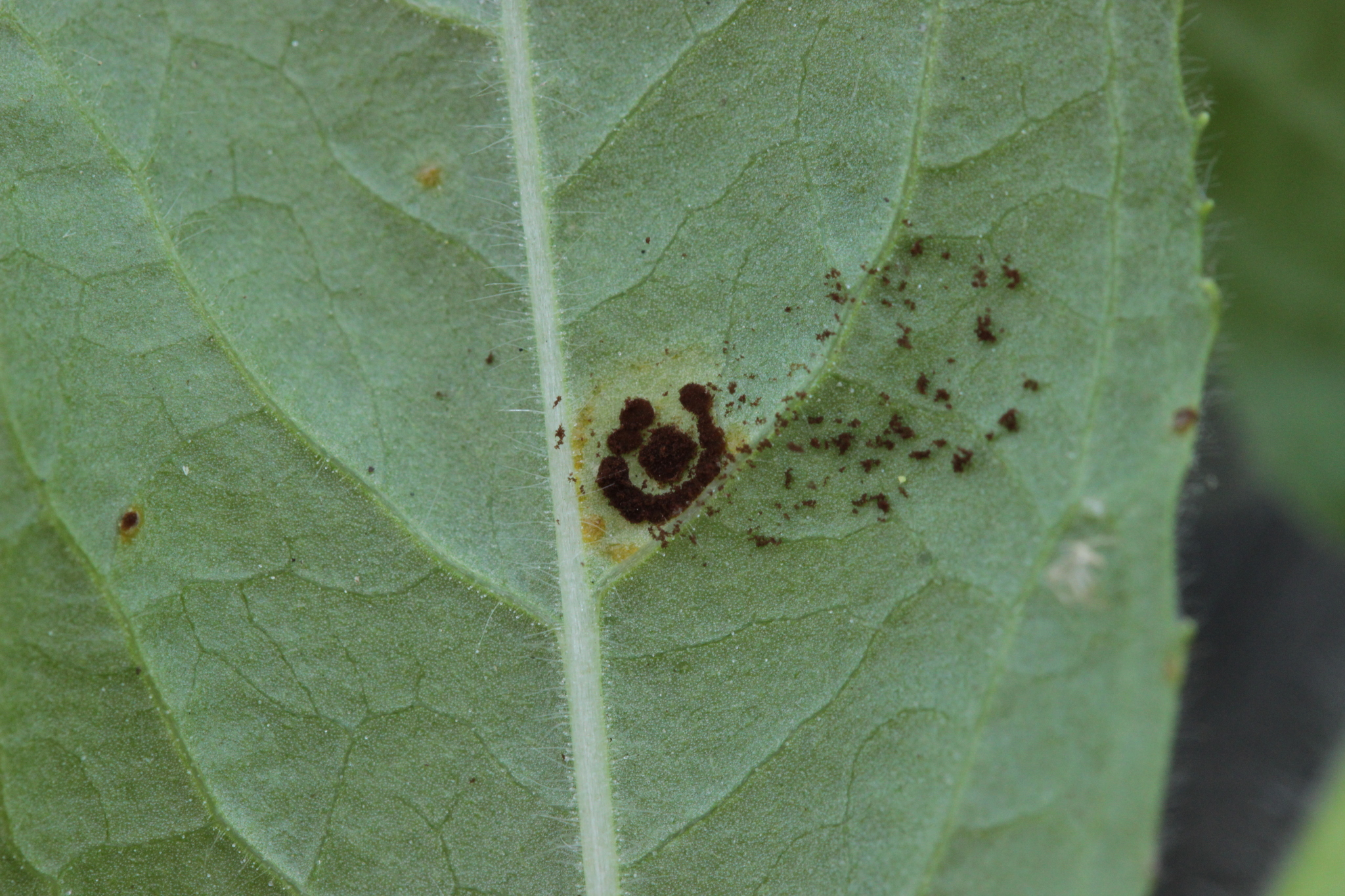
Onderkant blad met telia van harig wilgenroosje